# Kosî-Slobidka, Bârzula
Kosî-Slobidka (în ucraineană Коси-Слобідка) este un sat în comuna Cuialnic din raionul Bârzula, regiunea Odesa, Ucraina.

## Demografie
Componența lingvistică a localității Kosî-Slobidka
     Ucraineană (97,86%)
     Română (1,43%)
     Alte limbi (0,71%)
Conform recensământului din 2001, majoritatea populației localității Kosî-Slobidka era vorbitoare de ucraineană (97,86%), existând în minoritate și vorbitori de română (1,43%).